# Bacolod Metropolitan Area
Die Bacolod Metropolitan Area, auch Metro Bacolod, ist eine der 12 Metropolregionen der Philippinen, und befindet sich auf der Insel Negros.
Der Bevölkerungszahl nach ist sie die achtgrößte der philippinischen Metropolregionen. Sie hatte im Jahr 2015 etwa 790.000 Einwohner (Definition der National Economic and Development Authority (NEDA)).
Dieses Gebiet ist nach Bacolod City benannt, die Hauptstadt der Provinz Negros Occidental. Die Metropolregion besteht aus den Städten Bacolod, Silay City und Talisay City. Metro Bacolod ist unter anderem durch den Bacolod-Silay International Airport, der in Silay City liegt, in den nationalen Verkehr eingebunden. 2005 betrug das relativ hohe Bruttoinlandsprodukt (BIP) der Bacolod Metropolitan Area und der Metro Iloilo-Guimaras zusammengenommen 88.056.250 Philippinische Pesos; dies entspricht ungefähr 7,3 Prozent des BIP der Philippinen. Das National Framework for Physical Planning: 2001–2030 zählt diese beiden Regionen zu den sechs führenden industriellen, finanziellen und technologischen Zentren, die den Philippinen als hauptsächliche Häfen für den internationalen Handel dienen sollen. Gemeinsam lagen diese 2005 an vierter Stelle nach BIP.
Mit ihrem Bevölkerungswachstum von etwa 1,6 Prozent pro Jahr über die letzten 25 Jahre liegt Metro Bacolod im Schlussfeld der zwölf philippinischen Metropolen.
| Metropole     | VZ 1990 | VZ 2000 | VZ 2010 | VZ 2015 | Fläche     |
| ------------- | ------- | ------- | ------- | ------- | ---------- |
| Metro Bacolod | 528.471 | 622.480 | 730.390 | 791.019 | 578,65 km² |

Die folgende Tabelle enthält die Städte der Metro Bacolod, mit ihren Einwohnerzahlen aus den Volkszählungen von 1990, 2000, 2010 und 2015, sowie ihrer Fläche. 
| Stadt        | VZ 1990 | VZ 2000 | VZ 2010 | VZ 2015 | Fläche     | Provinz           |
| ------------ | ------- | ------- | ------- | ------- | ---------- | ----------------- |
| Bacolod City | 364.180 | 435.612 | 511.820 | 561.875 | 162,67 km² | Negros Occidental |
| Silay City   | 101.031 | 107.722 | 120.999 | 126.930 | 214,80 km² | Negros Occidental |
| Talisay City | 63.260  | 79.146  | 97.571  | 102.214 | 201,18 km² | Negros Occidental |